# Wiktor Kuzniecow (piłkarz ur. 1949)
Wiktor Wasylowycz Kuzniecow (ukr. Віктор Васильович Кузнєцов, ros. Виктор Васильевич Кузнецов, Wiktor Wasiljewicz Kuzniecow; ur. 25 lutego 1949 we wsi Kamenołomnia, w obwodzie krymskim, Rosyjska FSRR) – ukraiński piłkarz, grający na pozycji pomocnika, a wcześniej napastnika, reprezentant ZSRR, trener piłkarski.

## Kariera piłkarska

### Kariera klubowa
Wychowanek Tawrii Symferopol, w której rozpoczął karierę. W 1968 przeszedł do Zorii Ługańsk, w której występował 12 sezonów. Karierę piłkarską kończył w klubie SKA Rostów nad Donem.

### Kariera reprezentacyjna
29 czerwca 1972 roku zadebiutował w reprezentacji Związku Radzieckiego. Łącznie rozegrał 8 gier reprezentacyjnych. Wcześniej bronił barw juniorskiej reprezentacji Związku Radzieckiego.

## Kariera trenerska
Po zakończeniu kariery zawodniczej od pracował na stanowisku kierownika Zorii Ługańsk. Potem pomagał trenować Zorię i Tawrię Symferopol, prowadził kluby Krywbas Krzywy Róg i Stal Dnieprodzierżyńsk.

## Sukcesy i odznaczenia

### Sukcesy klubowe
- mistrz ZSRR: 1972
- zdobywca Pucharu ZSRR: 1981

### Sukcesy reprezentacyjne
- mistrz Europy U-18: 1967

### Sukcesy indywidualne
- 2-krotnie wybrany do listy 33 najlepszych piłkarzy ZSRR:
  - Nr 2: 1972, 1974

### Odznaczenia
- nagrodzony tytułem Mistrza Sportu ZSRR: 1972